# Edmund Gosse
Edmund Gosse   (Londres, 21 de setembre de 1849 - Londres, 16 de maig de 1928) nom de ploma de Sir Edmund William Gosse va ser un poeta, autor i crític anglès. Els seus pares eren Philip Henry Gosse, naturalista, i Emily Bowes, pintora i il·lustradora.
El seu llibre més famós és la seva autobiografia Father and Son (1907), on relata la relació problemàtica entre l'autor i el seu pare. Ha estat descrit com la primera biografia psicològica. Va ser educat estrictament en un moviment cristià no confessional, els Germans de Plymouth, però es va separar d’aquesta fe.
La seva amistat amb l'escultor Hamo Thornycroft va inspirar una exitosa carrera com a historiador de l'escultura victoriana tardana. Les seves traduccions d'Henrik Ibsen van ajudar a promocionar aquest dramaturg a Anglaterra i va animar la carrera de W. B. Yeats i James Joyce. També va impartir classes de literatura anglesa a la Universitat de Cambridge.